# Parc Nacional de Mammoth Cave
El Mammoth Cave National Park (el Parc Nacional de Mammoth Cave o Parc Nacional de la Cova Colossal) és un parc nacional dels EUA creat l'1 de juliol de 1941, i situat al centre de Kentucky. Abasta 214 km² de la conca del riu Green, a cavall entre els comtats de Edmonson, Hart i Barren. Inclou part del Mammoth Cave System (el Sistema de la Cova Colossal), que és de llarg la xarxa subterrània més gran del món, amb prop de 600 quilòmetres de túnels explorats. El nom de la cova, que data del segle xviii, per tant, prové de la seva gran mida i no té relació amb l'animal prehistòric.
La geologia càrstica de l'altiplà Pennyroyal i el riu Green es reuneixen en els seus 214 km² les condicions ideals per al desenvolupament d'un ecosistema ric, amb prop de 200 espècies d'animals i 1.300 espècies de plantes, incloent-hi diverses espècies en perill d'extinció, i espècies que han evolucionat per adaptar-se a l'ambient fosc de la cova. Després de ser explotat per les seves reserves de salnitre i utilitzat amb fins mèdics, el sistema de Mammoth Cave és avui dia dedicat a les activitats turístiques i espeleològiques.
Lloc d'un valor geològic i ecològic increïble, va ser inscrit com Patrimoni de la Humanitat de la UNESCO des del 27 d'octubre de 1981 i va ser classificat com Reserva de la biosfera internacional des de 26 de setembre de 1990.